# Vệ hài Henry
Vệ hài Henry hay lan hài núi đá (Paphiopedilum henryanum) là một loài lan thuộc Chi Lan hài, Họ Lan. Loài này sinh sống ở đông Đông nam Vân Nam và Quảng Tây, phía bắc Việt Nam.

## Hình ảnh

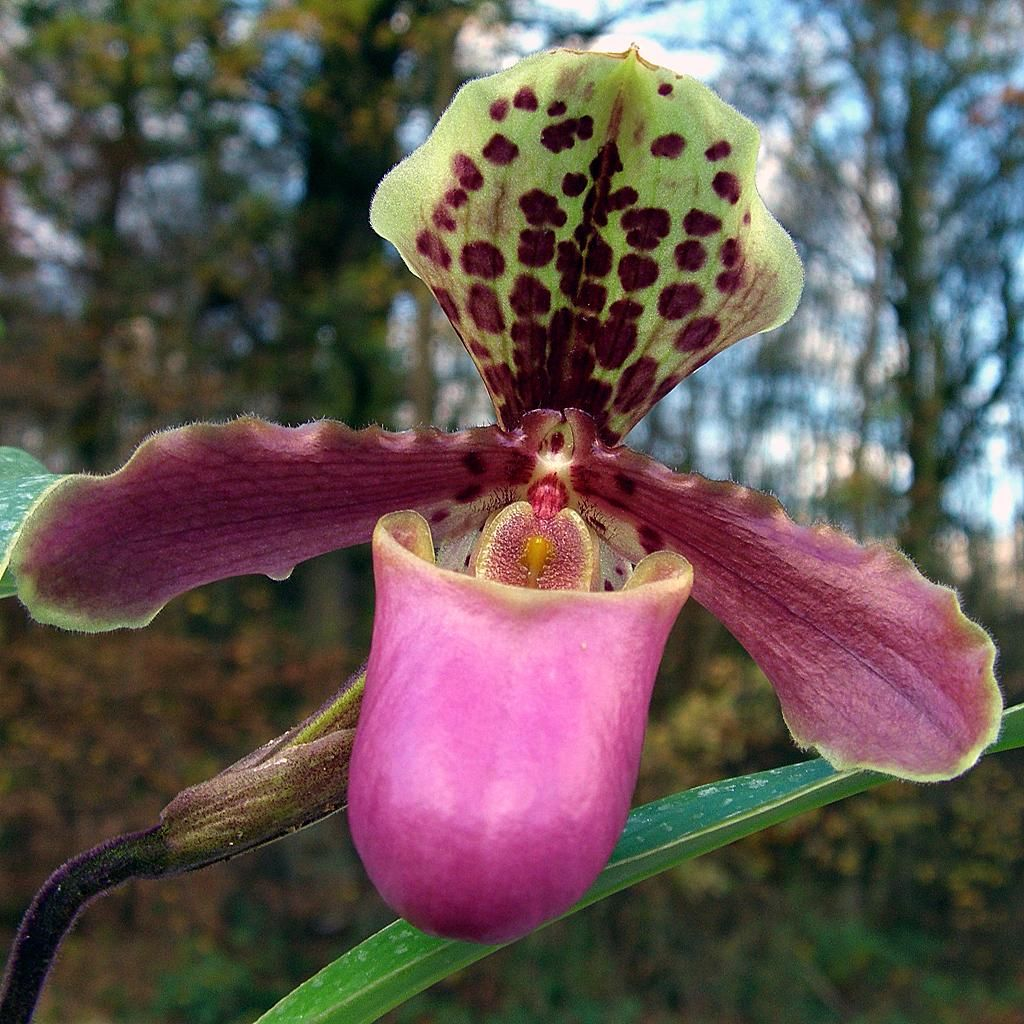